# Ricondizionamento
Ricondizionamento è il processo di valutazione ed riparazione e manutenzione di un oggetto, da un punto di vista estetico o meccanico-funzionale.

## Vincoli nella vendita
I prodotti ricondizionati non possono essere venduti come se fossero nuovi, anche se, a volte sono "nuovi" perché restituiti dal cliente che ha per esempio cambiato idea sul colore, o usati come esposizione.
Ecco perché sono etichettati come "ricondizionati".
Talvolta vengono etichettati come ricondizionati prodotti nuovi, allo scopo di liquidarli velocemente, giustificando così il loro prezzo ridotto.

## Azioni del ricondizionamento
Se l'oggetto da ricondizionare è stato usato, viene pulito, viene controllato il suo funzionamento, fatta la necessaria manutenzione e l'oggetto viene messo in vendita come ricondizionato. Al contrario, un oggetto usato non ricondizionato non ha subito né controlli né riparazione, manutenzione o pulizia.

La garanzia sui prodotti ricondizionati è di durata inferiore e solitamente parte dalla data della prima vendita e può variare da nazione a nazione, per esempio in Italia la garanzia deve essere almeno di 12 mesi.

## Gradi
I prodotti ricondizionati non sono tutti equivalenti, alcuni sono pressoché nuovi altri invece presentano diverse difettosità, motivo per cui esistono diversi gradi per la loro classificazione, gradi che possono essere espressi in vario modo e che permettono di orientare meglio l'eventuale utenza nella scelta dell'articolo, oltre a definire in parte il prezzo del bene ricondizionato.